# Крат, Михаил Николаевич
Михаи́л Никола́евич Крат (25 июля (6 августа) 1892 Санкт-Петербургская губерния, Российская империя — 8 августа 1979, Детройт, США) — русский офицер, Георгиевский кавалер (1915), затем — полковник армии Украинской народной республики (1920); в эмиграции в Польше — бухгалтер, в 1945 году — генерал-поручик Украинской национальной армии (УНА).

## Биография
Из потомственных дворян Полтавской губернии, уроженец Санкт-Петербургской губернии, православного вероисповедания. Сын отставного генерал-майора, потомок казацкой старши́ны Войска Запорожского, удостоенной дворянского звания в Российской империи.
Отец, Николай Агеевич Крат, 1855 года рождения, — русский офицер, служивший в Лейб-гвардии Егерском полку, в 1900—1904 годах — командир 134-го пехотного Феодосийского полка, в 1905—1907 годах — Могилёвский уездный воинский начальник, полковник, в июле 1907 года был произведен в генерал-майоры с увольнением от службы с мундиром и с пенсией.
Брат, Борис Николаевич Крат, — прапорщик, убит 26.04.1915 на войне.

### Воспитание в кадетском корпусе
С 1902 года Михаил Крат — кадет Сумского кадетского корпуса, в 1905—1909 годах — кадет 1-го кадетского корпуса в Санкт-Петербурге. В июне 1909 года принимал участие в торжествах по случаю 200-летия победы под Полтавой.

### Служба в русской армии
По окончании учёбы в кадетском корпусе, с сентября 1909 года — юнкер Павловского военного училища (Санкт-Петербург). В августе 1911 года окончил по 1-му разряду полный курс наук в училище, произведен из портупей-юнкеров в подпоручики (со старшинством с 06.08.1910) и назначен на службу в 93-й пехотный Иркутский полк (г. Псков). Служил младшим офицером в 6-й роте полка.
Участник Первой мировой войны. 
В июле 1914 года полк, в составе 24-й пехотной дивизии 1-й армейского корпуса, был отправлен по железной дороге в Варшаву, затем — на фронт, на границу с Восточной Пруссией.
13 августа 1914 года, в бою при Гросс-Катляу, подпоручик Крат был ранен в правую руку и эвакуирован на лечение в Царскосельский дворцовый лазарет (16 сентября 1914 года, в лазарете, его раненую руку перевязывала Великая княжна Ольга Николаевна). По излечении вернулся в полк.
В октябре 1914 года был произведен в поручики (со старшинством с 06.08.1914).
7 ноября 1914 года отличился в бою под Лодзью, за что впоследствии был награждён Императорским Военным орденом Святого Георгия 4-й степени — высшей военной наградой Российской империи для обер-офицеров.
Летом 1915 года был на лечении в Крыму, вернулся в полк 26.08.1915.
В марте 1916 года, на основании Приказа по Военному ведомству от 1915 года № 563 (ст. 1), досрочно, за боевые отличия, Высочайшим приказом от 12.03.1916 был произведен в штабс-капитаны (со старшинством с 19.07.1915), затем Высочайшим приказом от 26.03.1916 — в капитаны (со старшинством с 26.11.1915).
В боях командовал ротами, батальоном. 19 июня 1916 года был второй раз ранен (получил три пулевых ранения, в том числе в левую руку). Был эвакуирован сначала в Москву, затем — в Царскосельский дворцовый лазарет № 3 и находился там с 06.07.1916 по 14.08.1916 (на этот раз ему делали перевязки как Ольга Николаевна, так и её сестра, Великая княжна Татьяна Николаевна, что нашло отражение в их дневниках). По излечении вернулся в полк.
В декабре 1916 года, на основании Приказа по Военному ведомству от 1915 года № 563 (ст. 1), досрочно, за боевые отличия, Высочайшим приказом от 04.12.1916 был произведен в подполковники (со старшинством с 18.08.1916). Во время войны был награждён семью боевыми орденами, в том числе сербским орденом Звезды Карагеоргия 4-й степени с мечами.
С 10 октября 1917 года — временно командующий 93-м пехотным Иркутским полком.
После октябрьской революции в Петрограде оставил службу в русской армии и прибыл в Киев, в распоряжение украинской Центральной рады.

### Служба в украинской армии
В декабре 1917 года Михаил Крат был назначен помощником начальника оперативного отдела штаба Киевского военного округа, позднее был членом Украинского генерального военного штаба. В январе-феврале 1918 года принимал участие в обороне Киева, в марте 1918 года был на нелегальном положении (скрывался).
В апреле 1918 года работал в Гадячской земской управе, затем служил в армии Украинской державы.
В ноябре 1918 — командир 33-го пехотного Ахтырского полка. В декабре 1918 — командир сводной группы войск, действовавшей на Донбассе против частей Добровольческой армии.
С 16 января 1919 года — начальник Республиканской дивизии армии УНР. С середины февраля 1919 года — помощник начальника Запорожской дивизии (с середины мая — 6-й Запорожской дивизии) действующей армии УНР. С 18 августа 1919 — командир 8-го Черноморского полка 3-й Железной стрелковой дивизии армии УНР.
Участник Первого Зимнего похода армии УНР (1919—1920), начальник штаба Сводной Запорожской дивизии.
Во время боёв против Белой армии Крат, как командующий 8-м Черноморским полком, на Подолье разгромил один из полков деникинской армии, взяв в плен 600 человек.
Женился на Евдокии Шевченко. Его супруга Евдокия, исполнявшая обязанности связистки, дважды попадала в плен к красноармейцам, но оба раза возвращалась. За участие в Первом Зимнем походе армии УНР награждена Железным крестом УНР.
В 1920 году Михаил Крат вошёл в военную делегацию УНР, которая была направлена в Крым к главнокомандующему Русской армией генералу Петру Врангелю для ведения переговоров о совместных действиях против большевиков. Осенью 1920 года — командир 1-го дивизиона конно-горной артиллерийской бригады Отдельной конной дивизии армии УНР.
В ноябре 1920, года вместе с остатками армии УНР, был интернирован польскими властями. Пребывал в лагерях в Лобзуве и в Броновице (пригороды Кракова). Жена его осталась на территории УССР, однако в декабре 1923 года, с дочерью, эмигрировала в Польшу к своему мужу.

### В эмиграции
С 1924 года Михаил Крат жил в эмиграции в Польше, работал бухгалтером. С 1941 года — член дирекции Союза украинских кооперативов в Хелме.
Участник Второй мировой войны. 
В марте 1945 года, ввиду реальной угрозы оказаться в советской зоне оккупации, присоединился к 1-й дивизии Украинской национальной армии (УНА), подчинявшейся вермахту, и в апреле 1945 года, по распоряжению командующего УНА Павла Шандрука, был назначен её командиром и произведен в генерал-хорунжие, затем в генерал-поручики.
В мае 1945 года 1-я дивизия УНА сдалась британцам на юге Австрии—севере Словении, и была перемещена в Италию, где пребывала с 1945 по 1948 год в лагерях для интернированных украинских военных. Крат был украинским комендантом лагерей в Белларии и Римини. Им, как комендантом лагерей, были организованы украинский театр, гимназия, хор и художественные мастерские, а также спортивный клуб. Заместителем Крата как коменданта лагерей был генерал-хорунжий Борис Барвинский.
После освобождения из лагерей, в 1947 или 1948 году, Крат вместе с другими военнослужащими дивизии, эмигрировал в Великобританию.
В декабре 1951 года уехал в США, жил в Детройте, где и провёл остаток жизни. Совместно с А. Вишневским опубликовал мемуары о 3-й Железной стрелковой дивизии армии УНР. Возглавлял Братство бывших военнослужащих 1-й дивизии УНА.
Похоронен на православном кладбище Святого Андрея в Саут-Баунд-Бруке (США).

## Награды
- Медаль «В память 200-летия Полтавской битвы» (1909)
- Медаль «В память 100-летия Отечественной войны 1812» (1912)
- Медаль «В память 300-летия царствования дома Романовых» (1913)
- Орден Святого Владимира 4-й степени с мечами и бантом (ВП от 18.01.1915, стр. 18)
- Орден Святого Георгия 4-й степени (ВП от 11.03.1915, стр. 11)  …за то, что в бою под Лодзью, будучи с двумя ротами послан на фланг 22-й пехотной дивизии для отражения охвата противника, заняв позицию у д. Феликсты, отразил ряд ожесточённых атак во много раз сильнейшего противника и, будучи в конце окружён его превосходными силами, штыковым ударом прорвал кольцо окружения, вновь занял выгодную позицию и остановил обход и дальнейшее наступление во фланг и тыл дивизии.[13]
- Орден Святого Станислава 3-й степени с мечами и бантом (ВП от 05.11.1915, стр. 17)
- Орден Святой Анны 3-й степени с мечами и бантом (ВП от 05.05.1916, стр. 39)
- Орден Святого Станислава 2-й степени с мечами (ВП от 09.11.1916, стр. 42)
- Орден Святой Анны 2-й степени с мечами (ВП от 14.02.1917, стр. 39)

Иностранные награды:
- сербский орден Звезды Карагеоргия 4-й степени с мечами (1916?)

Знаки отличия Украинской народной республики (УНР):
- Железный Крест (1920), — «за Зимний поход и бои»
- Крест Симона Петлюры (1930-е годы)
- Военный крест (1960-е годы)